# Відділ Союзу українок в Австралії імені Ольги Басараб
Відділ Союзу Українок в Австралії ім. Ольги Басараб — громадська організація українок у Сіднеї (Австралія) і околицях.
Перші збори відділу відбулись 5 квітня 1970 року. Першою головою обрано Софію Ґут. Відділу надали ім'я української громадської діячки та політикині Ольги Басараб.
При відділі було організовано секцію молоді. Першою головою секції була Оля Менцінська. Зовнішня діяльність Секції була різною — створювали інформативну літературу про Україну, яку роздавали на демонстраціях та імпрезах, які вони організували для іноземців; закупувували книжки про Україну англійською мовою і доставляли до австралійських бібліотек та шкіл; писали листи до австралійського радіо чи телебачення, щоб спростовувати фальшиву інформацію про Україну; висилали телеграми до уряду Австралії про звільнення політв'язнів.
В 1975 році, який був проголошений ООН «Роком Жінки», членкині відділу 8 березня йшли вулицями Сіднею закуті в кайдани і роздавали летючки про страждання українських жінок, в'язнів сумління в Сибірських лісорубах.
Відділ виготовив 10 українських історичних костюмів, придбав частину народних строїв, різьбу, кераміку, вишивки, писанки, ляльки в українських народних та історичних строях і дав перший успішний вечір показу ноші й мистецьку виставку в Домі Молоді. Щороку лютому відзначали свято в честь патронки Ольги Басараб та свято Української жінки-героїні. Роками відділ брав участь у карнавалах, які організував уряд Нової Південної Валії.
В 1988 році відділ відзначив Ювілей 1000-ліття християнства України. Відділ вислав допомогу потребуючим українцям в Польщі, Бразилії, Аргентині. Спонсорував 19 українських дівчат-стипендисток в Польщі і питомця в Бразилії.
Відділ є меценатом: Фонду Оборони України і Катедри Українознавчих Студій в Австралії.
Є добродієм: Енциклопедії Українознавства, пам'ятника в Канбері жертвам голодомору в Україні, і храму Св. Володимира в Канбері. Відділ спілкується із Союзом Українок міста Сокаля, з Лігою Українських Жінок Одеси. Допомагаємо 4-ом дітям потерпілим чорнобильською катастрофою в Червоноградщині.
Головами відділу були: Софія Ґут (2 роки), покійна Катерина Мороз (7 років), Тетяна Герасимюк (1 рік), Галина Данько (6 років), Тетяна Борець (15 років).